# Vele Srakane
Koordinati:   44°34′33″N, 14°19′01″E
Vele Srakane so otok v Jadranskem morju, ki pripada Hrvaški.
Otok, na katerem stoji svetilnik, leži v Kvarnerju, zahodno od Lošinja, med Unijami in Malimi Srakani, od katerih jih ločuje okoli 0,2 km širok preliv Žaplić. Vele Srakane so ozek in okoli 3,5 km dolg otok, ki se razprostira v smeri severozahod - jugovzhod. Najsevernejša točka otoka je rt Vela straža, oddaljen okoli 1,5 km od rta Arbit na Unijah, od katerih ga ločuje morski preliv Veli Žapal.
Na otoku, ki ima površino 1,18 km² in najvišji vrh Vela Straža z višino 60 mnm, je leta 2001 v edinem naselju Vele Srakane živelo 8 prebivalcev (popis 2001). Dolžina obale meri 7,441 km.
Iz pomorske karte je razvidno, da svetilnik, ki stoji na krajšem pomolu, na vzhodni obali otoka v zalivu Gornja Trata, oddaja svetlobni signal: B Bl(2) 5s. Nazivni domet svetilnika je 5 milj. Morje ob pomolu doseže globino 4 do 5 m. Severno od pomola je peščena plaža.